# Szász királynék listája
Ez a lap a szász királynék listája, ami az 1806-ban kikiáltott Szász Királyság uralkodói hitveseit sorolja fel I. Frigyes Ágost szász király feleségétől, Zweibrücken–Birkenfeldi Amáliától, az 1907-ben elhunyt Vasa Karola királynéig, Albert király hitveséig, aki az utolsó, egyben közel huszonkilenc éves regnálásával a leghosszabb ideig a királynéi címet viselő szász uralkodói hitves volt.
A királyság az első világháború végéig, 1918-ig állt fenn, ám az utolsó beiktatott két szász monarchának már nem volt hitvese: György király felesége, Portugáliai Mária Anna még uralkodóvá válása előtt elhunyt, míg III. Frigyes Ágosttól 1903-ban vált el nagy botrány közepette felesége, Ausztriai Lujza – így belőlük már nem lett szász királyné.

## Szász királynék (1806–1918)
| Királyné                                         | Portré | Terminusa                              | Házassága                                    | Megjegyzés |
| ------------------------------------------------ | ------ | -------------------------------------- | -------------------------------------------- | --- |
| Wettin-ház alberti ág                            |        |                                        |                                              | |
| Zweibrücken–Birkenfeldi Mária Amália (1752–1828) |        | 1806. december 20. – 1827. május 5.    | I. Frigyes Ágost ∞ 1769. január 29. Drezda   | Frigyes Mihály zweibrücken–birkenfeldi palotagróf és Pfalz–Sulzbachi Mária Franciska leánya, a Pfalzi–Birkenfeldi-ház tagja. |
| Ausztriai Mária Terézia (1767–1827)              |        | 1827. május 5. – 1827. november 7.     | Antal ∞ 1787. október 18. Drezda             | II. Lipót német-római császár és Spanyolországi Mária Ludovika leánya, a Habsburg–Lotaringiai-ház tagja.                     |
| Bajorországi Mária Anna (1805–1877)              |        | 1836. június 6. – 1854. augusztus 9.   | II. Frigyes Ágost ∞ 1833. április 24. Drezda | I. Miksa bajor király és Badeni Karolina leánya, a Wittelsbach-ház tagja.                                                    |
| Bajorországi Amália Auguszta (1801–1877)         |        | 1854. augusztus 9. – 1873. október 29. | János ∞ 1822. november 22. Drezda            | Mária Anna királyné testvére, I. Miksa bajor király és Badeni Karolina leánya, a Wittelsbach-ház tagja.                      |
| Vasa Karola (1833–1907)                          |        | 1873. október 29. – 1902. június 19.   | Albert ∞ 1853. június 18. Drezda             | IV. Gusztáv svéd király unokája, Gusztáv, Vasa hercege és Badeni Lujza Amália leánya, a Holstein–Gottorpi-ház tagja.         |